# Ferrèiras
Ferrièras (en francès Ferrières-sur-Sichon) és un municipi francès, situat al departament de l'Alier i a la regió d'Alvèrnia-Roine-Alps. L'any 2007 tenia 561 habitants.

## Demografia

### Població
El 2007 la població de fet de Ferrières-sur-Sichon era de 561 persones. Hi havia 240 famílies de les quals 88 eren unipersonals (24 homes vivint sols i 64 dones vivint soles), 56 parelles sense fills, 80 parelles amb fills i 16 famílies monoparentals amb fills.
La població ha evolucionat segons el següent gràfic:
Habitants censats

### Habitatges
El 2007 hi havia 402 habitatges, 248 eren l'habitatge principal de la família, 98 eren segones residències i 56 estaven desocupats. 374 eren cases i 27 eren apartaments. Dels 248 habitatges principals, 197 estaven ocupats pels seus propietaris, 46 estaven llogats i ocupats pels llogaters i 5 estaven cedits a títol gratuït; 8 tenien una cambra, 11 en tenien dues, 30 en tenien tres, 72 en tenien quatre i 127 en tenien cinc o més. 136 habitatges disposaven pel capbaix d'una plaça de pàrquing. A 113 habitatges hi havia un automòbil i a 101 n'hi havia dos o més.

### Piràmide de població
La piràmide de població per edats i sexe el 2009 era:
| Homes | Edats   | Dones |
| ----- | ------- | ----- |
| 0     | 95 o +  | 0     |
| 4     | 90 a 94 | 4     |
| 8     | 85 a 89 | 12    |
| 4     | 80 a 84 | 0     |
| 20    | 75 a 79 | 36    |
| 28    | 70 a 74 | 12    |
| 16    | 65 a 69 | 36    |
| 24    | 60 a 64 | 16    |
| 4     | 55 a 59 | 20    |
| 8     | 50 a 54 | 16    |
| 28    | 45 a 49 | 20    |
| 16    | 40 a 44 | 16    |
| 36    | 35 a 39 | 12    |
| 8     | 30 a 34 | 12    |
| 24    | 25 a 29 | 4     |
| 28    | 20 a 24 | 20    |
| 20    | 15 a 19 | 12    |
| 4     | 10 a 14 | 0     |
| 8     | 5 a 9   | 4     |
| 4     | 0 a 4   | 4     |

## Economia
El 2007 la població en edat de treballar era de 338 persones, 226 eren actives i 112 eren inactives. De les 226 persones actives 205 estaven ocupades (118 homes i 87 dones) i 21 estaven aturades (7 homes i 14 dones). De les 112 persones inactives 46 estaven jubilades, 30 estaven estudiant i 36 estaven classificades com a «altres inactius».

### Ingressos
El 2009 a Ferrières-sur-Sichon hi havia 234 unitats fiscals que integraven 520 persones, la mediana anual d'ingressos fiscals per persona era de 14.052 €.

### Activitats econòmiques
Dels 36 establiments que hi havia el 2007, 1 era d'una empresa alimentària, 1 d'una empresa de fabricació d'altres productes industrials, 9 d'empreses de construcció, 7 d'empreses de comerç i reparació d'automòbils, 2 d'empreses de transport, 4 d'empreses d'hostatgeria i restauració, 4 d'empreses immobiliàries, 2 d'empreses de serveis, 4 d'entitats de l'administració pública i 2 d'empreses classificades com a «altres activitats de serveis».
Dels 11 establiments de servei als particulars que hi havia el 2009, 1 era una oficina de correu, 1 funerària, 1 taller de reparació d'automòbils i de material agrícola, 1 paleta, 1 guixaire pintor, 1 fusteria, 2 lampisteries, 1 electricista i 2 restaurants.
Dels 4 establiments comercials que hi havia el 2009, 1 era una fleca, 2 peixateries i 1 una floristeria.
L'any 2000 a Ferrières-sur-Sichon hi havia 35 explotacions agrícoles que ocupaven un total de 1.800 hectàrees.

## Equipaments sanitaris i escolars
L'únic equipament sanitari que hi havia el 2009 era una farmàcia.
El 2009 hi havia una escola elemental.

## Poblacions més properes
El següent diagrama mostra les poblacions més properes.